# Нільс Гейльбут
Нільс Гейльбут (дан. Niels Heilbuth, 8 жовтня 1906 — 1 червня 1992) — данський хокеїст на траві. Грав за клуб «Орієнт» з Конгенс-Люнгбю. Увійшов до складу збірної Данії на літніх Олімпійських іграх 1928 в Амстердамі, де вона поділила 5-6-те місця. Грав у полі, зіграв 4 матчі і забив 1 гол у ворота збірної Австрії.